# Gianfrancesco Lazotti

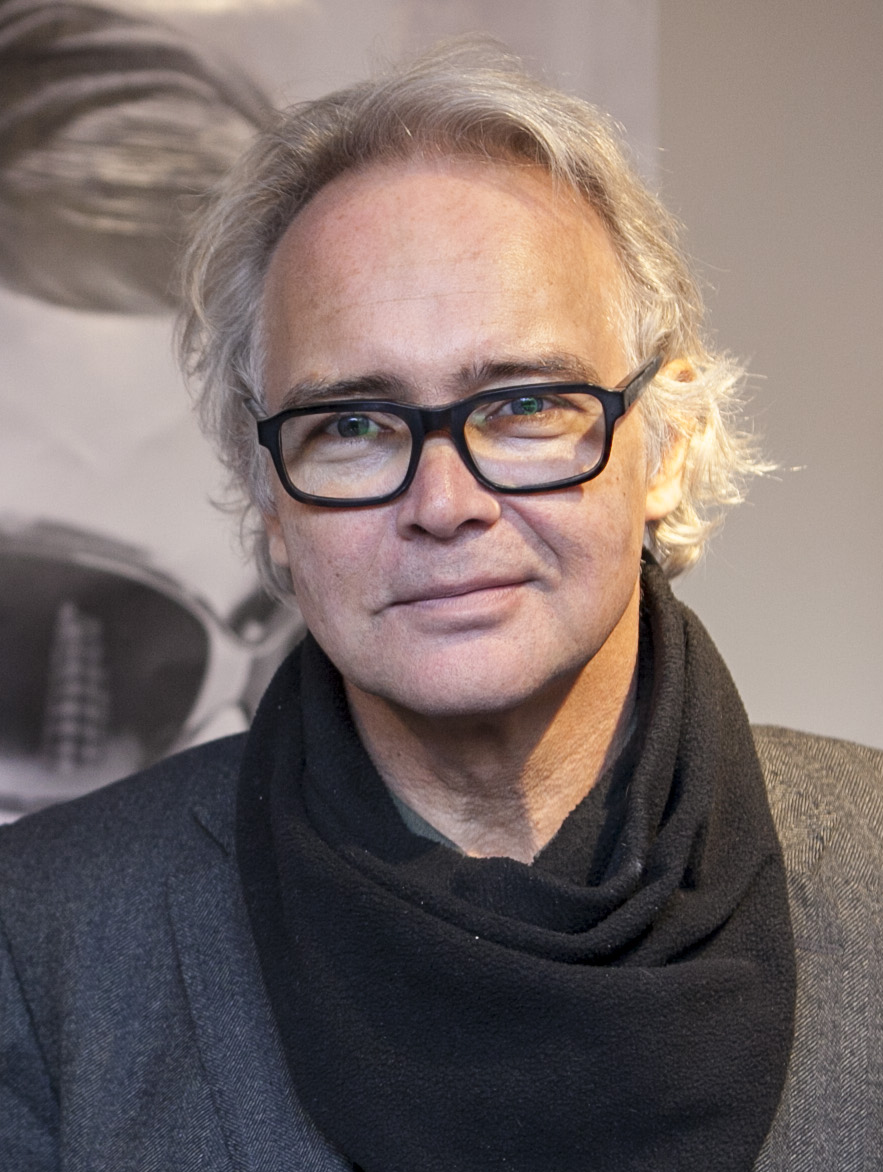
Gianfrancesco Lazotti, 2016

Gianfrancesco Lazotti (* 2. März 1957 in Rom) ist ein italienischer Film- und Fernsehregisseur sowie Drehbuchautor.

## Leben
Lazotti studierte am DAMS der Universität Bologna, brach aber ab, um als Regieassistent bei Dino Risi, Carlo Vanzina und Francesco Massaro zu arbeiten. Daneben war er für Werbefilme tätig. Seine erste im italienischen Fernsehen ausgestrahlte eigenständige Regiearbeit war Piazza Navona: Il mitico Gianluca von 1988, die erste Folge einer nach der Piazza Navona in Rom benannten Fernsehfilmreihe mit Marcello Mastroianni in der Hauptrolle. Neben zahlreichen folgenden Fernseharbeiten und drei Kinoproduktionen war 1993 Non so se rendo preciso Lazottis Theaterdebüt.
Sein auf Canale 5 zur Hauptsendezeit ausgestrahlter Fernsehfilm Finalmente a casa von 2008, eine auf der Sitcom Finalmente soli beruhende, 100-minütige Komödie, erreichte einen Marktanteil von 19 %. Sein Film Dalla vita in poi von 2010 gewann den Special Grand Prix of the jury beim World Film Festival 2010 in Montréal sowie weitere Preise beim historischen Taormina Film Fest in Taormina.

## Filmografie (Auswahl)
- 1987: Il mitico Gianluco (Fernsehfilm)
- 1989: Saremo felici
- 1994: Tutti gli anni una volta l'anno
- 2004: Diritto di difesa (Fernsehserie)
- 2008: Finalmente a casa (Fernsehfilm)
- 2010: Dalla vita in poi